# Allart van Everdingen

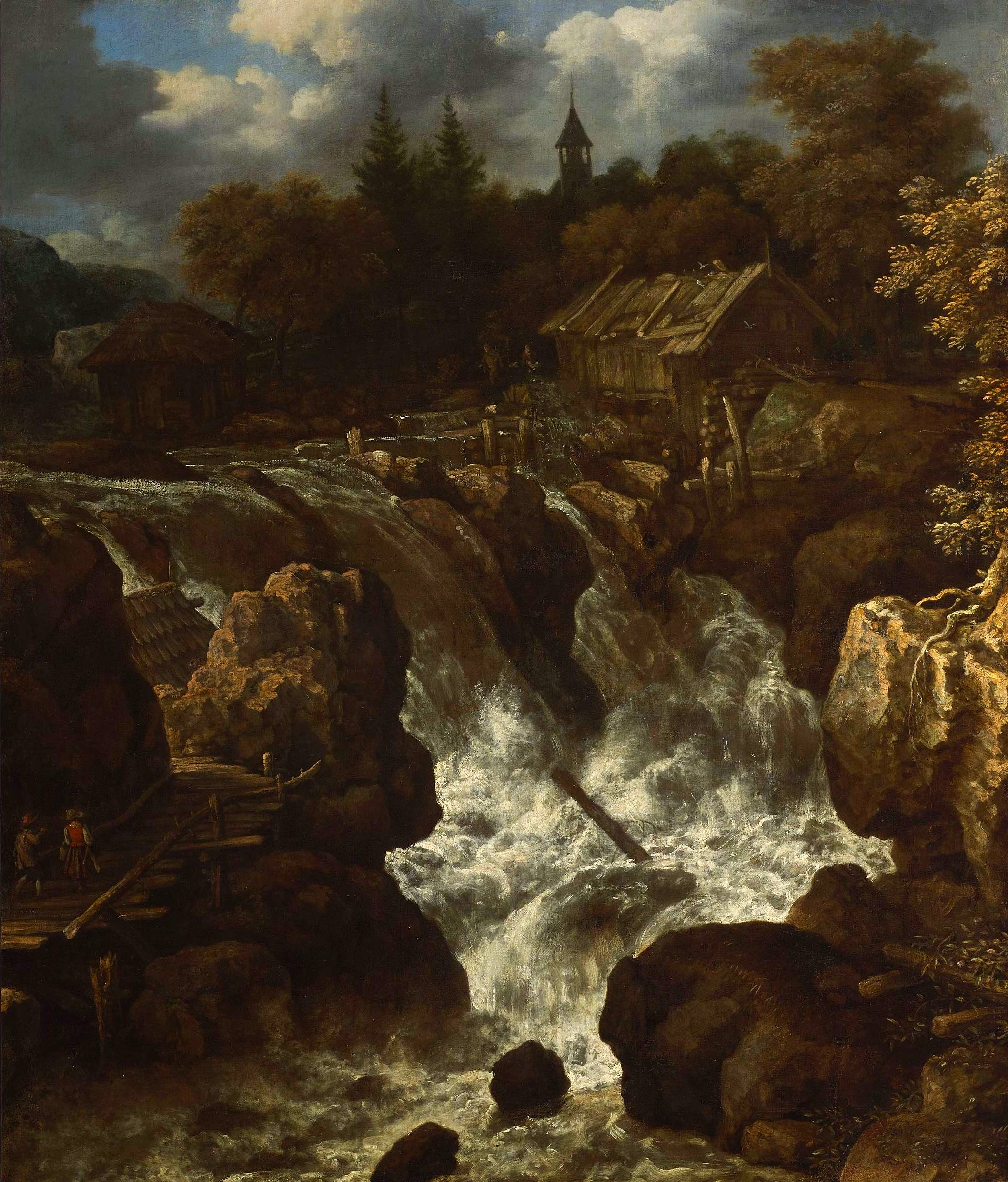
Pejzaż z wodospadem (1671-1675), Muzeum Narodowe w Warszawie

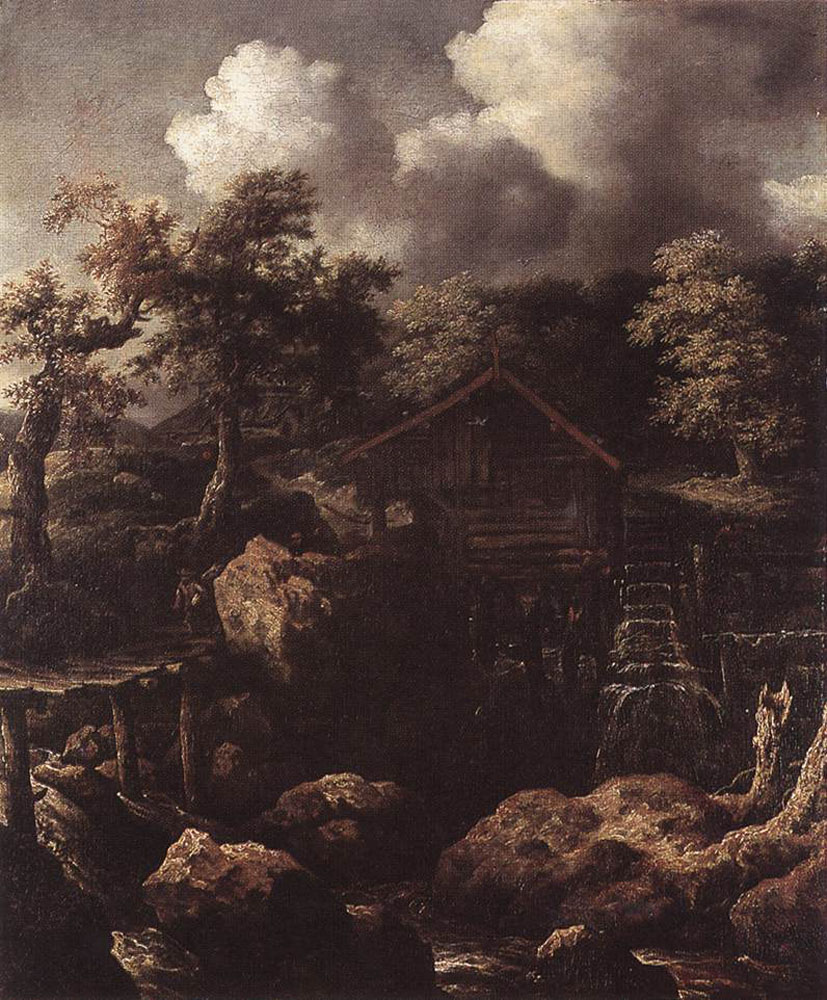
Las z młynem wodnym (1650), Wall-raf-Richartz-Museum Kolonia

Allart van Everdingen (ur. 18 czerwca 1621 w Alkmaarze, zm. 8 listopada 1675 w Amsterdamie) – malarz holenderski. Miał dwóch braci Jana i Caesara również zajmujących się malarstwem.
Tajniki malarstwa poznał u Roelandta Savery w Utrechcie. W latach 1640–1644 podróżował po Szwecji i prawdopodobnie Norwegii. W 1645 r. osiedlił się w Haarlemie i uczył się u Pietera de Molyn. W 1657 r. przeniósł się do Amsterdamu, gdzie prawdopodobnie handlował obrazami. Malował pejzaże, początkowo morskie, później głównie skandynawskie. Pozostawił też ok. 160 akwafort. Na jego obrazach widoczne są lasy, spienione wodospady górskie, potoki płynące po stromych, malowniczych skalnych zboczach. Są to motywy zdecydowanie różne od typowych dla holenderskiego malarstwa równinnych widoków Holandii. Twórczość Everdingena inspirująco wpłynęła na kilka pokoleń holenderskich pejzażystów, w tym również na Jacoba van Ruisdaela.
W zbiorach Muzeum Narodowego w Warszawie znajduje się obraz Pejzaż z wodospadem.

## Wybrane prace
- Las z młynem wodnym, Kolonia
- Pejzaż norweski, kilka wersji, Berlin
- Pejzaż szwedzki, Amsterdam
- Pejzaż z wodospadem, Warszawa
- Polowanie na jelenia, Drezno.